# Saint-Puy
Saint-Puy (Sempoi  [sempuj] en gascon) est une commune française située dans le département du Gers, en région Occitanie. Sur le plan historique et culturel, la commune est dans le Pays de Gaure, un territoire au cœur de la Gascogne caractérisé par ses champs céréaliers et d'oléagineux, entrecoupés de maigres bois et prairies.
Exposée à un climat océanique altéré, elle est drainée par la Gèle, l'Auloue, le ruisseau de Rambert et par divers autres petits cours d'eau. La commune possède un patrimoine naturel remarquable composé d'une zone naturelle d'intérêt écologique, faunistique et floristique.
Saint-Puy est une commune rurale qui compte 587 habitants en 2022, après avoir connu un pic de population de 2 547 habitants en 1793.  Elle fait partie de l'aire d'attraction de Condom. Ses habitants sont appelés les Saint-Pouyards.

## Géographie

### Localisation
Saint-Puy est une commune gasconne de Lomagne située à l'intersection de la RD 654 et de la D 42.

### Communes limitrophes
Les communes limitrophes sont Ayguetinte, Larroque-Saint-Sernin, Maignaut-Tauzia, Mas-d'Auvignon, Saint-Orens-Pouy-Petit, La Sauvetat et Valence-sur-Baïse.
| Maignaut-Tauzia   | Saint-Orens-Pouy-Petit | Mas-d'Auvignon |
| Valence-sur-Baïse | Saint-Puy              | La Sauvetat    |
| Ayguetinte        | Larroque-Saint-Sernin  |                |

### Géologie et relief
Saint-Puy se situe en zone de sismicité 1 (sismicité très faible).

### Hydrographie

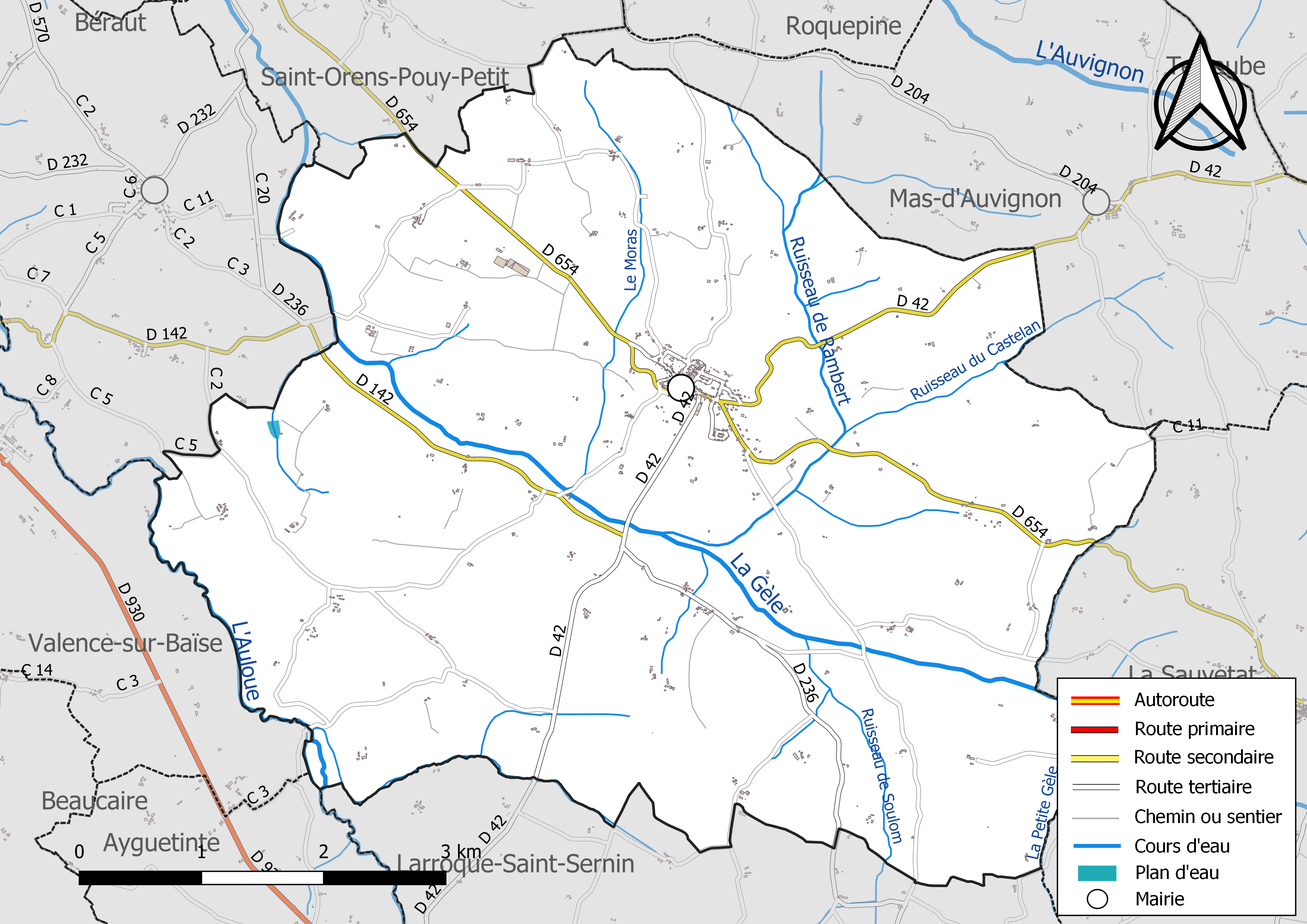
Réseaux hydrographique et routier de Saint-Puy.

La commune est dans le bassin de la Garonne, au sein du bassin hydrographique Adour-Garonne. Elle est drainée par la Gèle, l'Auloue, le ruisseau de Rambert, un bras de la Gèle, un bras de l'Auloue, la Petite Gèle, le Moras, le ruisseau de Soulom, le ruisseau du Castelan et par divers petits cours d'eau, qui constituent un réseau hydrographique de 35 km de longueur totale,.
La Gèle, d'une longueur totale de 25,7 km, prend sa source dans la commune de La Sauvetat et s'écoule du sud-est vers le nord-ouest. Elle traverse la commune et se jette dans la Baïse à Condom, après avoir traversé 6 communes.
L'Auloue, d'une longueur totale de 45,4 km, prend sa source dans la commune de L'Isle-de-Noé et s'écoule vers le nord. Il traverse la commune et se jette dans la Baïse à Valence-sur-Baïse, après avoir traversé 16 communes.

### Climat
Pour des articles plus généraux, voir Climat de l'Occitanie et Climat du Gers.
En 2010, le climat de la commune est de type climat du Bassin du Sud-Ouest, selon une étude s'appuyant sur une série de données couvrant la période 1971-2000. En 2020, Météo-France publie une typologie des climats de la France métropolitaine dans laquelle la commune est exposée à un climat océanique altéré et est dans la région climatique Aquitaine, Gascogne, caractérisée par une pluviométrie abondante au printemps, modérée en automne, un faible ensoleillement au printemps, un été chaud (19,5 °C), des vents faibles, des brouillards fréquents en automne et en hiver et des orages fréquents en été (15 à 20 jours).
Pour la période 1971-2000, la température annuelle moyenne est de 13,2 °C, avec une amplitude thermique annuelle de 15,3 °C. Le cumul annuel moyen de précipitations est de 751 mm, avec 10,3 jours de précipitations en janvier et 6,2 jours en juillet. Pour la période 1991-2020, la température moyenne annuelle observée sur la station météorologique la plus proche, située sur la commune de Beaucaire à 7 km à vol d'oiseau, est de 13,8 °C et le cumul annuel moyen de précipitations est de 775,9 mm,. Pour l'avenir, les paramètres climatiques de la commune estimés pour 2050 selon différents scénarios d'émission de gaz à effet de serre sont consultables sur un site dédié publié par Météo-France en novembre 2022.

### Milieux naturels et biodiversité

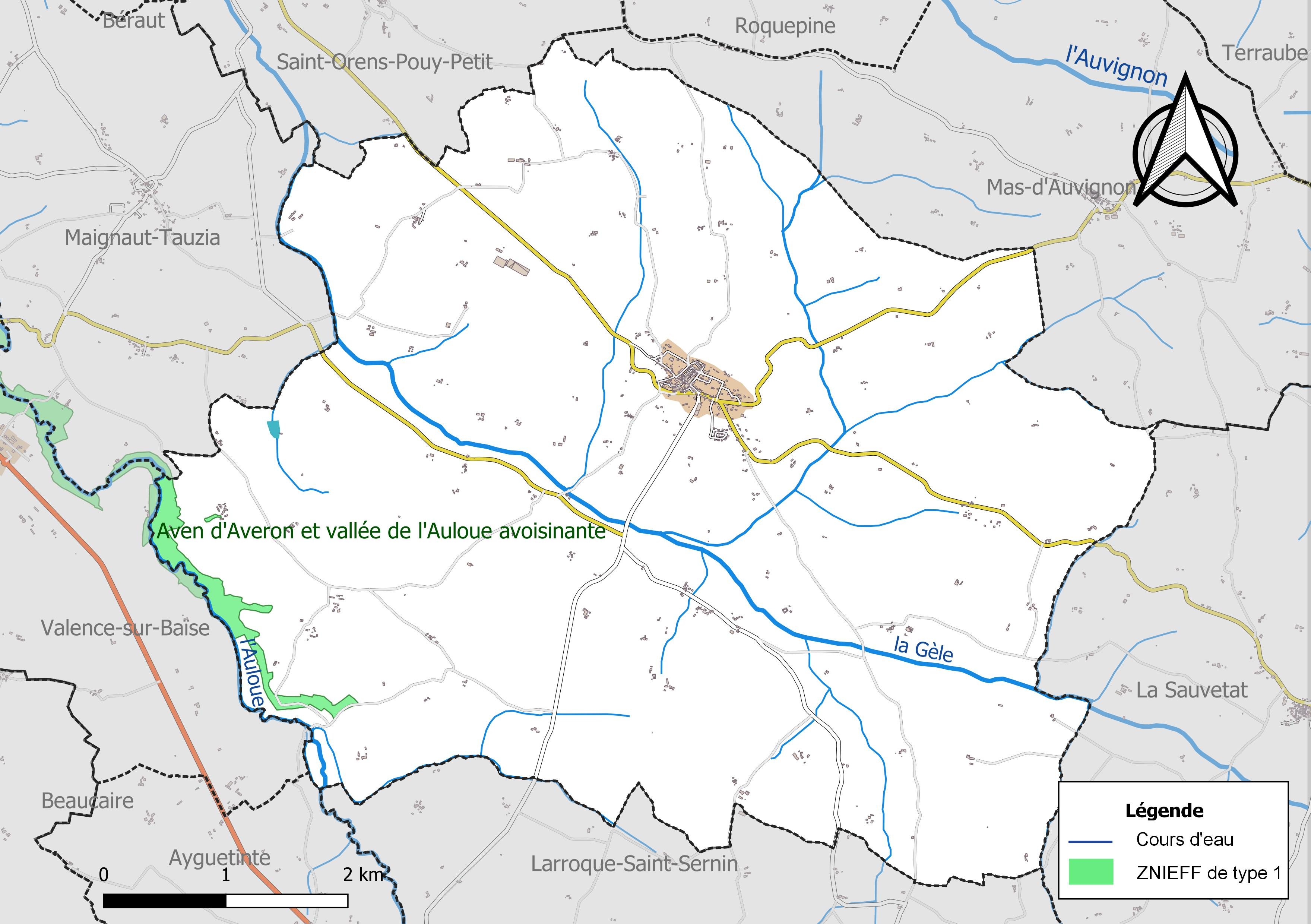
Carte de la ZNIEFF de type 1 localisée sur la commune.

L’inventaire des zones naturelles d'intérêt écologique, faunistique et floristique (ZNIEFF) a pour objectif de réaliser une couverture des zones les plus intéressantes sur le plan écologique, essentiellement dans la perspective d’améliorer la connaissance du patrimoine naturel national et de fournir aux différents décideurs un outil d’aide à la prise en compte de l’environnement dans l’aménagement du territoire.
Une ZNIEFF de type 1 est recensée sur la commune :
l'« aven d'Averon et vallée de l'Auloue avoisinante » (86 ha), couvrant 3 communes du département.

## Urbanisme

### Typologie
Au 1er janvier 2024, Saint-Puy est catégorisée commune rurale à habitat dispersé, selon la nouvelle grille communale de densité à sept niveaux définie par l'Insee en 2022.
Elle est située hors unité urbaine. Par ailleurs la commune fait partie de l'aire d'attraction de Condom, dont elle est une commune de la couronne,. Cette aire, qui regroupe 23 communes, est catégorisée dans les aires de moins de 50 000 habitants,.

### Occupation des sols
L'occupation des sols de la commune, telle qu'elle ressort de la base de données européenne d’occupation biophysique des sols Corine Land Cover (CLC), est marquée par l'importance des territoires agricoles (98,8 % en 2018), une proportion sensiblement équivalente à celle de 1990 (99,1 %). La répartition détaillée en 2018 est la suivante : 
terres arables (82,3 %), zones agricoles hétérogènes (12,4 %), cultures permanentes (2,5 %), prairies (1,7 %), zones urbanisées (1 %), forêts (0,1 %). L'évolution de l’occupation des sols de la commune et de ses infrastructures peut être observée sur les différentes représentations cartographiques du territoire : la carte de Cassini (XVIIIe siècle), la carte d'état-major (1820-1866) et les cartes ou photos aériennes de l'IGN pour la période actuelle (1950 à aujourd'hui).

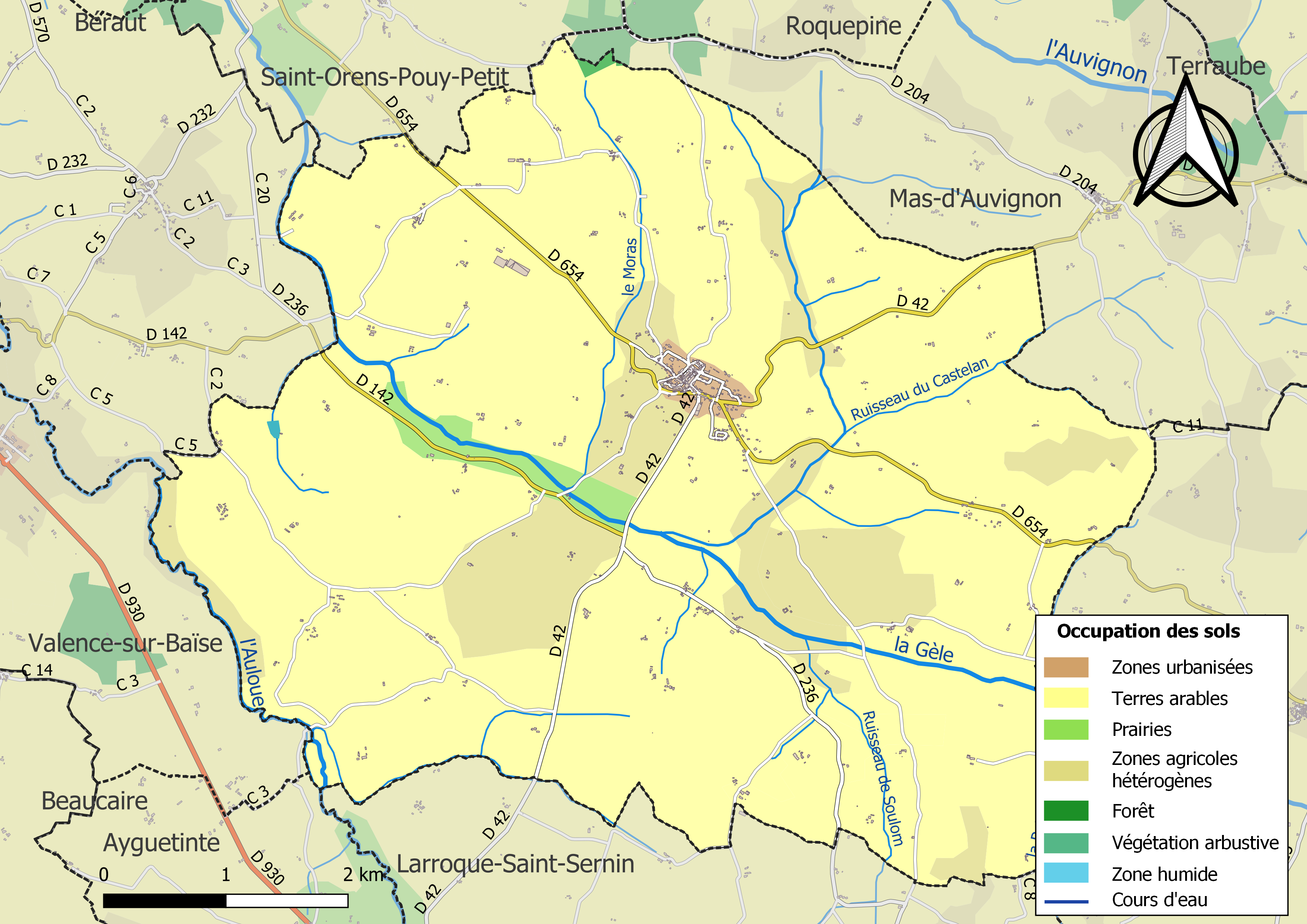
Carte des infrastructures et de l'occupation des sols de la commune en 2018 (CLC).

### Risques majeurs
Le territoire de la commune de Saint-Puy est vulnérable à différents aléas naturels : météorologiques (tempête, orage, neige, grand froid, canicule ou sécheresse) et séisme (sismicité très faible). Un site publié par le BRGM permet d'évaluer simplement et rapidement les risques d'un bien localisé soit par son adresse soit par le numéro de sa parcelle.

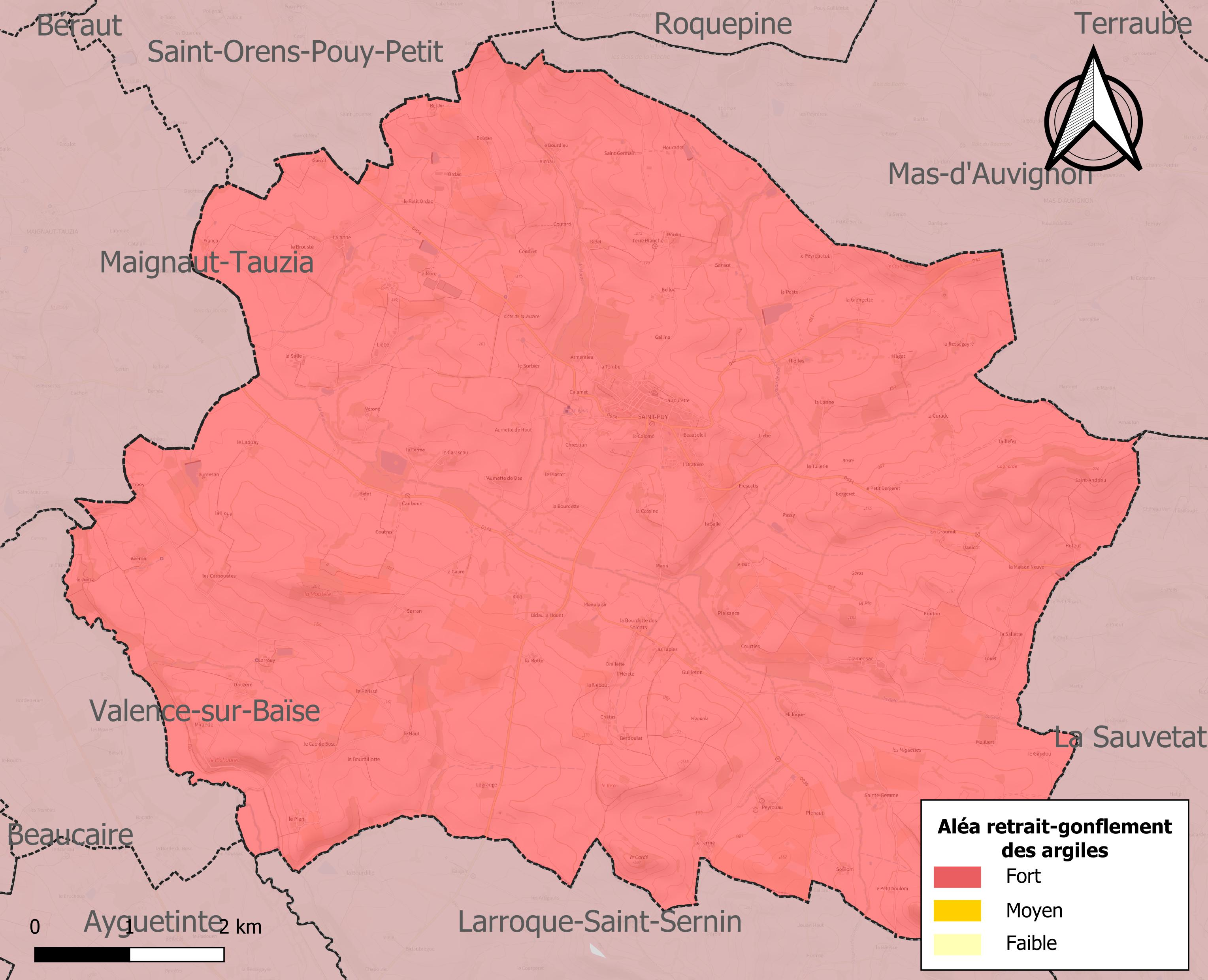
Carte des zones d'aléa retrait-gonflement des sols argileux de Saint-Puy.

Le retrait-gonflement des sols argileux est susceptible d'engendrer des dommages importants aux bâtiments en cas d’alternance de périodes de sécheresse et de pluie. La totalité de la commune est en aléa moyen ou fort (94,5 % au niveau départemental et 48,5 % au niveau national). Sur les 374 bâtiments dénombrés sur la commune en 2019, 374 sont en aléa moyen ou fort, soit 100 %, à comparer aux 93 % au niveau départemental et 54 % au niveau national. Une cartographie de l'exposition du territoire national au retrait gonflement des sols argileux est disponible sur le site du BRGM,.
Par ailleurs, afin de mieux appréhender le risque d’affaissement de terrain, l'inventaire national des cavités souterraines permet de localiser celles situées sur la commune.
La commune a été reconnue en état de catastrophe naturelle au titre des dommages causés par les inondations et coulées de boue survenues en 1999, 2003, 2009 et 2018. Concernant les mouvements de terrains, la commune a été reconnue en état de catastrophe naturelle au titre des dommages causés par la sécheresse en 1989, 1991, 1993, 2002, 2003, 2006, 2011 et 2017 et par des mouvements de terrain en 1999.

## Toponymie
Il ne s’agit pas d’un quelconque saint, mais d’une évolution de Castrum Summus Podii (château du « sommet du puy » — hauteur, éminence) attesté en 1285, devenu Sempuy. La confusion phonétique a transformé Sempuy en Saint-Puy. Pour la même raison la dénomination exacte, Le Sempuy, tend à faire disparaître l’article, mais l’usage de dire Le Saint-Puy s’est conservé localement.

## Histoire
Saint-Puy a une origine ancienne. Le site est occupé depuis l’époque gallo-romaine. Un château, au sommet du plateau, est attesté dès le Xe siècle. Au Moyen Âge, le village s’organise : autour du château dit Castelnau ou Castel dessus, un bourg castral ; plus bas, un village ecclésial autour de l’église, dit aussi Castel de bas, soit par la présence d’un château disparu, soit d’une enceinte fortifiée ; entre les deux, la bastide sur un plan quadrillé, peut-être élevée au XIIIe siècle.

## Démographie
L'évolution du nombre d'habitants est connue à travers les recensements de la population effectués dans la commune depuis 1793. Pour les communes de moins de 10 000 habitants, une enquête de recensement portant sur toute la population est réalisée tous les cinq ans, les populations de référence des années intermédiaires étant quant à elles estimées par interpolation ou extrapolation. Pour la commune, le premier recensement exhaustif entrant dans le cadre du nouveau dispositif a été réalisé en 2007.

En 2022, la commune comptait 587 habitants, en évolution de −1,51 % par rapport à 2016 (Gers : +1,04 %, France hors Mayotte : +2,11 %).
| 1793  | 1800  | 1806  | 1821  | 1831  | 1841  | 1846  | 1851  | 1856  |
| ----- | ----- | ----- | ----- | ----- | ----- | ----- | ----- | ----- |
| 2 547 | 2 218 | 2 280 | 2 456 | 2 512 | 2 521 | 2 511 | 1 674 | 1 620 |

| 1861  | 1866  | 1872  | 1876  | 1881  | 1886  | 1891  | 1896  | 1901  |
| ----- | ----- | ----- | ----- | ----- | ----- | ----- | ----- | ----- |
| 1 564 | 1 506 | 1 470 | 1 527 | 1 535 | 1 514 | 1 354 | 1 256 | 1 152 |

| 1906  | 1911  | 1921  | 1926  | 1931  | 1936  | 1946 | 1954 | 1962 |
| ----- | ----- | ----- | ----- | ----- | ----- | ---- | ---- | ---- |
| 1 146 | 1 112 | 1 024 | 1 020 | 1 052 | 1 027 | 973  | 955  | 836  |

| 1968 | 1975 | 1982 | 1990 | 1999 | 2006 | 2007 | 2012 | 2017 |
| ---- | ---- | ---- | ---- | ---- | ---- | ---- | ---- | ---- |
| 748  | 669  | 601  | 595  | 603  | 570  | 567  | 586  | 600  |

| 2022 | - | - | - | - | - | - | - | - |
| ---- | - | - | - | - | - | - | - | - |
| 587  | - | - | - | - | - | - | - | - |

## Économie

### Revenus
En 2018  (données Insee publiées en septembre 2021), la commune compte 267 ménages fiscaux, regroupant 554 personnes. La médiane du revenu disponible par unité de consommation est de 19 840 € (20 820 € dans le département).

### Emploi
|                | 2008  | 2013  | 2018   |
| -------------- | ----- | ----- | ------ |
| Commune        | 6,5 % | 6,4 % | 10,9 % |
| Département    | 6,1 % | 7,5 % | 8,2 %  |
| France entière | 8,3 % | 10 %  | 10 %   |

En 2018, la population âgée de 15 à 64 ans s'élève à 318 personnes, parmi lesquelles on compte 77 % d'actifs (66,1 % ayant un emploi et 10,9 % de chômeurs) et 23 % d'inactifs,. En  2018, le taux de chômage communal (au sens du recensement) des 15-64 ans est supérieur à celui de la France et du département, alors qu'il était inférieur à celui de la France en 2008.
La commune fait partie de la couronne de l'aire d'attraction de Condom, du fait qu'au moins 15 % des actifs travaillent dans le pôle,. Elle compte 134 emplois en 2018, contre 156 en 2013 et 131 en 2008. Le nombre d'actifs ayant un emploi résidant dans la commune est de 224, soit un indicateur de concentration d'emploi de 59,9 % et un taux d'activité parmi les 15 ans ou plus de 50,2 %.
Sur ces 224 actifs de 15 ans ou plus ayant un emploi, 100 travaillent dans la commune, soit 45 % des habitants. Pour se rendre au travail, 77,4 % des habitants utilisent un véhicule personnel ou de fonction à quatre roues, 0,4 % les transports en commun, 3,1 % s'y rendent en deux-roues, à vélo ou à pied et 19,1 % n'ont pas besoin de transport (travail au domicile).

### Activités hors agriculture

#### Secteurs d'activités
71 établissements sont implantés  à Saint-Puy au 31 décembre 2019. Le tableau ci-dessous en détaille le nombre par secteur d'activité et compare les ratios avec ceux du département,.
| Secteur d'activité                                                                                        | Commune | Commune | Département |
| Secteur d'activité                                                                                        | Nombre  | %       | %           |
| --- | ------- | ------- | ----------- |
| Ensemble                                                                                                  | 71      | 100 %   | (100 %)     |
| Industrie manufacturière, industries extractives et autres                                                | 10      | 14,1 %  | (12,3 %)    |
| Construction                                                                                              | 8       | 11,3 %  | (14,6 %)    |
| Commerce de gros et de détail, transports, hébergement et restauration                                    | 23      | 32,4 %  | (27,7 %)    |
| Information et communication                                                                              | 2       | 2,8 %   | (1,8 %)     |
| Activités financières et d'assurance                                                                      | 3       | 4,2 %   | (3,5 %)     |
| Activités immobilières                                                                                    | 3       | 4,2 %   | (5,2 %)     |
| Activités spécialisées, scientifiques et techniques et activités de services administratifs et de soutien | 12      | 16,9 %  | (14,4 %)    |
| Administration publique, enseignement, santé humaine et action sociale                                    | 6       | 8,5 %   | (12,3 %)    |
| Autres activités de services                                                                              | 4       | 5,6 %   | (8,3 %)     |

Le secteur du commerce de gros et de détail, des transports, de l'hébergement et de la restauration est prépondérant sur la commune puisqu'il représente 32,4 % du nombre total d'établissements de la commune (23 sur les 71 entreprises implantées  à Saint-Puy), contre 27,7 % au niveau départemental.

#### Entreprises et commerces
L'entreprise ayant son siège social sur le territoire communal qui génère le plus de chiffre d'affaires en 2020 est : 
- Manoer Charpentes, travaux de charpente (1 141 k€).

### Agriculture
La commune est dans le Ténarèze, une petite région agricole occupant le centre du département du Gers, faisant transition entre lʼAstarac “pyrénéen”, dont elle est originaire et dont elle prolonge et atténue le modelé, et la Gascogne garonnaise dont elle annonce le paysage. En 2020, l'orientation technico-économique de l'agriculture  sur la commune est la polyculture et/ou le polyélevage.
|               | 1988  | 2000  | 2010  | 2020  |
| ------------- | ----- | ----- | ----- | ----- |
| Exploitations | 67    | 47    | 42    | 41    |
| SAU (ha)      | 3 583 | 3 229 | 3 229 | 3 392 |

Le nombre d'exploitations agricoles en activité et ayant leur siège dans la commune est passé de 67 lors du recensement agricole de 1988  à 47 en 2000 puis à 42 en 2010 et enfin à 41 en 2020, soit une baisse de 39 % en 32 ans. Le même mouvement est observé à l'échelle du département qui a perdu pendant cette période 51 % de ses exploitations,. La surface agricole utilisée sur la commune a également diminué, passant de 3 583 ha en 1988 à 3 392 ha en 2020. Parallèlement la surface agricole utilisée moyenne par exploitation a augmenté, passant de 53 à 83 ha.

## Culture locale et patrimoine

### Lieux et monuments
- Château dit Monluc, dans la partie haute de la ville[32].
- Halle au centre du village.
- Église Notre-Dame-de-la-Nativité.
- Statue de l'Immaculée Conception (devant l'église).

### Personnalités liées à la commune
- Frédéric Diefenthal
- Blaise de Monluc
- Jean-Louis Soubdès, premier consul de la ville en 1789-1790

### Héraldique
| Blason | Blasonnement : Écartelé : au premier et au quatrième d'azur à la croix d'or, au deuxième et au troisième d'or au lion de sable. |